# Francisco Salzillo
Francisco Salzillo ou Francisco Salzillo y Alcaraz, né à Murcie le 12 mai 1707 et mort dans la même ville le 2 mars 1783, est un sculpteur baroque espagnol, considéré comme l'un des sculpteurs importants de la période baroque au XVIIIe siècle en Espagne. Salzillo s'est consacré exclusivement aux thèmes religieux et a su s'adapter aux évolutions artistiques de son époque vers le rococo et le néoclassicisme.
Sa vie s'est entièrement déroulée à Murcie. Un musée consacré à son œuvre, le musée Salzillo (es), y a été inauguré en 1960.

## Biographie
Francisco Salzillo naît à Murcie le 12 mai 1707 ; son père, Nicolás Salzillo, est un sculpteur d'origine italienne, né à Santa Maria Capua Vetere en Campanie, qui s'est installé à Murcie en 1699 et y a épousé Isabel Alcaraz. Après des études de lettres auprès des Jésuites, le jeune Salzillo entre dans l'ordre dominicain comme novice, mais doit reprendre l'atelier de sculpture de son père à la mort de ce dernier en 1727, alors qu'il n'a que vingt ans.
Il est le deuxième enfant d'une fratrie de sept frères et sœurs ; au moins d'entre eux travaillent dans l'atelier familial, José Antonio et Patricio, nés respectivement en 1710 et en 1722, ainsi que peut-être sa sœur Inés, qui aurait été chargée de la dorure des œuvres réalisées dans l'atelier.
En 1746, il épouse Juana Vallejo y Taibilla, mariage dont naissent deux enfants : Nicolás, né en 1750 et mort l'année suivante, et María Fulgencia. La vie entière de Francisco Salzillo se déroule à Murcie, à l'exception d'un voyage à Carthagène en 1755 pour y livrer les sculptures des Quatre Saints. Il refuse l'invitation de José Moñino y Redondo, comte de Floridablanca de s'installer à Madrid, ce qui l'aurait fait connaître à la cour d'Espagne.
Il reçoit un nombre important de commandes provenant des églises et des couvents de Murcie et des provinces voisines : Alicante, Albacete et Almería. En 1755, il est nommé sculpteur officiel du Conseil de Murcie et inspecteur de la peinture et de la sculpture. En 1755, Salzillo revendique le titre de sculpteur de la ville, lorsqu'il crée des sculptures pour la procession du Vendredi Saint de la confrérie de Jésus à Murcie.
Sa femme meurt en 1763. En 1777, Salzillo et d'autres artistes et intellectuels murciens fondent la Société royale économique des amis du pays de Murcie, qui permet de créer en 1779 l'École patriotique de dessin, dont il est le premier directeur.

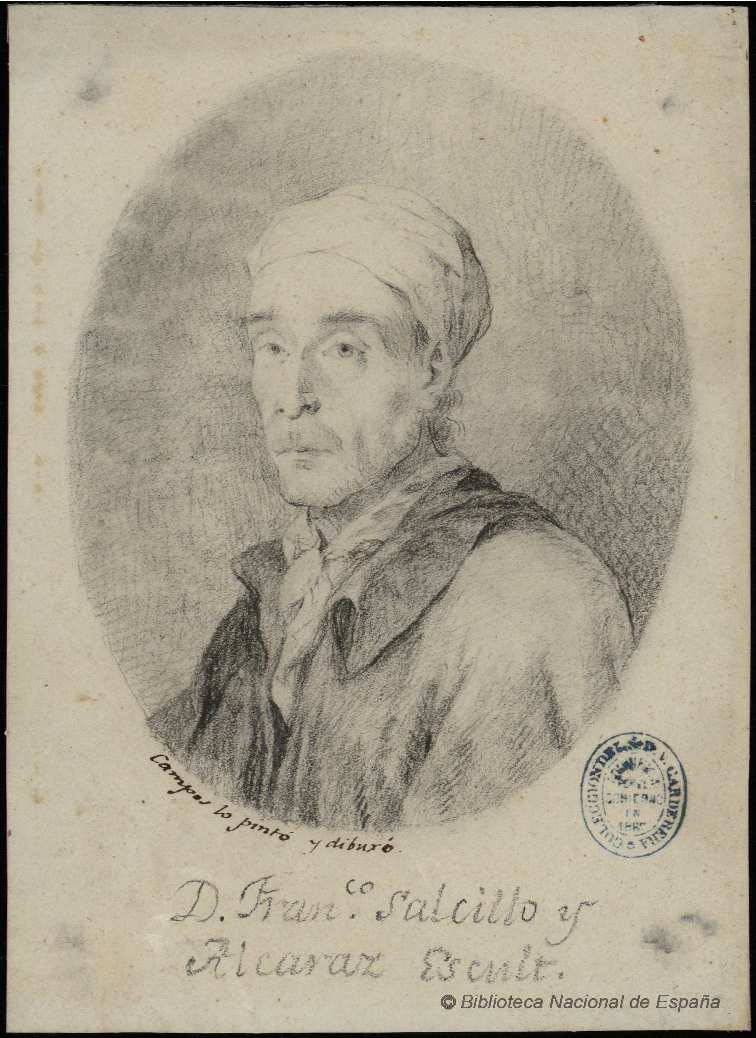
Francisco Salzillo en 1780. Dessin de Joaquín Campos destiné à illustrer le Diccionario histórico de Juan Agustín Ceán Bermúdez, Bibliothèque nationale d'Espagne.

Il meurt à Murcie le 2 mars 1783 et est enterré dans le couvent des Capucines de Murcie, où sa sœur Francisca de Paula était religieuse.

## Œuvre
En 1800, l'historien et critique d'art Juan Agustín Ceán Bermúdez, dans son Dictionnaire des professeurs des beaux arts en Espagne attribue à Francisco Salzillo 1792 œuvres. Si cette quantité est exagérée (elle est basée sur une publication de Luis Santiago Bado, journaliste contemporain du sculpteur et son premier biographe, où il écrit : « On a pu compter huit cent quatre-vingt seize œuvres sortant de ses mains ; deux chiffres étant attribués à chacune (car il était rare que, même s'il s'agissait d'une seule image, elle ne représente pas un groupe d'anges, de nuages, etc.), elles s'élèvent à mille sept cent quatre-vingt-douze »), il n'en reste pas moins que Francisco Salzillo a développé une activité de création intense entre 1727 et 1783.
La guerre civile espagnole, de 1936 à 1939, a causé la destruction de plusieurs de ses œuvres.

### Etapes
Les premières productions de sa jeunesse, quand il reprend l'atelier de son père, sont des sculptures pour des établissements religieux de Murcie : une Dolorosa pour la paroisse de Santa Catalina, le Saint Joseph du couvent de Sainte-Claire, une Sainte famille à l'église San Miguel et une Immaculée Conception dans le couvent de sainte-Véronique.
À partir de 1740, son style personnel s'affirme. Sa Piété créée pour la confrérie des Servites de la paroisse San Bartolomé à Murcie est remarquée. Il réalise d'autres sculptures à Murcie, comme en 1746 un Saint Antoine pour l'ermitage de saint Antoine, un Saint Augustin au couvent des Augustines, un Saint François et une Sainte Claire pour le couvent des Capucins.
À partir de 1765, il travaille dans son atelier avec Roque López, son principal élève. Parmi les sculptures de cette période, figurent une Vierge des douleurs à Yecla et plusieurs sculptures à Orihuela, dont un Christ lavant les pieds des apôtres, et la chapelle de la Sainte Famille avec des saints dominicains dans l'église Saint-Jacques (es).
Des éléments néo-classiques apparaissent dans ses sculptures à partir de 1776 ; ainsi dans le Christ attaché à la colonne en 1777-1778 pour la confrérie de Jésus à Murcie.

### LesPasos
Salzillo réalise plusieurs pasos, statues polychromes de groupe pour les processions de la Semaine sainte à Murcie, à la demande de confréries, notamment la Cofradía de Nuestro Padre Jesús Nazareno, la Cofradía de Servitas et la Cofradía del Santo Sepulcro. Ces statues, portées par des hommes dans les rues de la ville lors du Vendredi saint, sont appelées « los salzillos » et représentent des épisodes de la Passion du Christ : Le Christ au Jardin des Oliviers en 1754 ; Véronique et la sainte face en 1755 ; la Vierge aux douleurs et Saint Jean en 1756 ; La Cène et L'Arrestation du Christ en 1763 ; Le Christ à la colonne (Flagellation du Christ) en 1777.

### La Crèche
Réalisée à partir de 1776 sur la commande de Jesualdo Riquelme y Fontes pour décorer son palais, et terminée par Roque López, la crèche est l'une des œuvres les plus représentatives de l'œuvre de Francisco Salzillo. Inspirée à l'origine par la tradition de la crèche napolitaine, c'est une crèche composée de 525 figurines en terre cuite, en bois et en carton, hautes de 25 à 30 centimètres, représentant 166 êtres humains et 364 animaux, des éléments de paysage et des éléments architecturaux (palais d'Hérode, temple de Jérusalem, auberge...) meublés avec des petits objets. En se basant sur les évangiles de saint Matthieu et de saint Luc, Salzillo représente l'histoire biblique depuis l'Annonciation jusqu'à la fuite en Égypte, en combinant des scènes religieuses avec d'autres de à caractère populaire.
Un érudit de Murcie, Javier Fuentes y Ponte, publie en 1897 un catalogue descriptif de cette crèche en 1897 ; en 1909, elle est transportée à Madrid et exposée au Musée archéologique national à Madrid dans le but d'être vendue, mais revient à Murcie en 1915, lorsque le ministère de l'Instruction publique et des Beaux-Arts autorise son achat par la ville de Murcie.

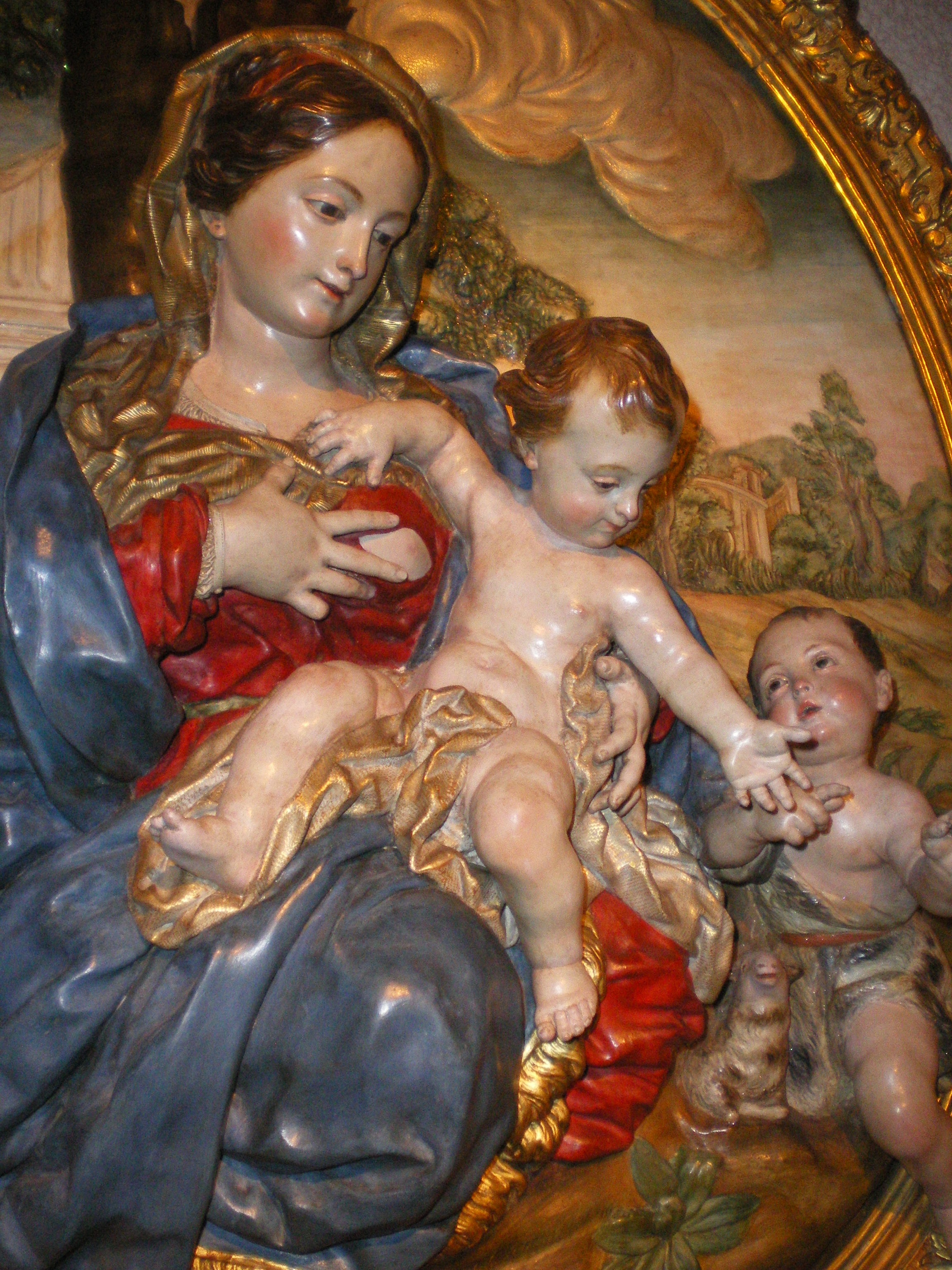
La Vierge allaitant, Murcie, cathédrale.
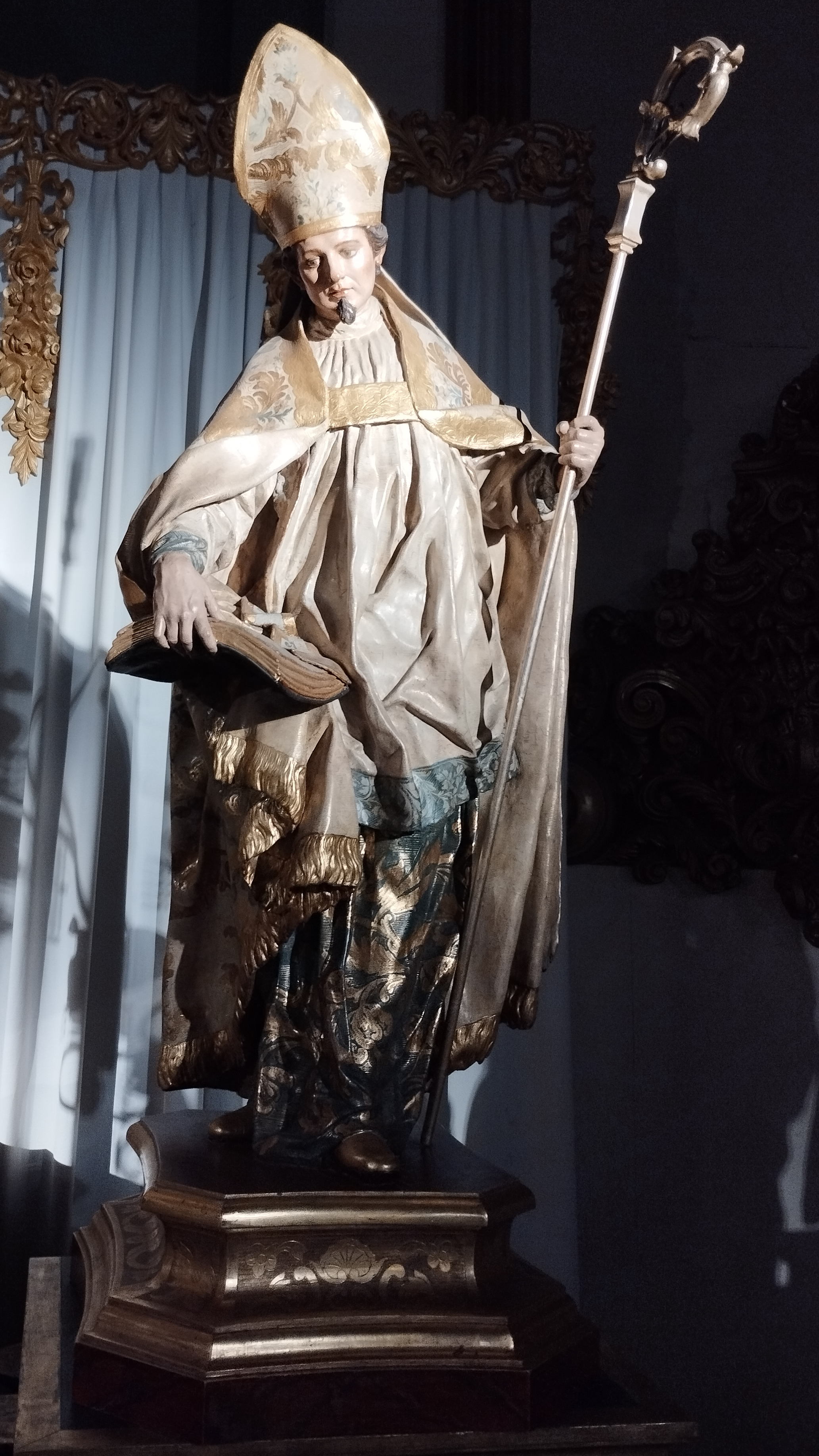
Saint Isidore, 1755, Carthagène,église Santa María de Gracia.
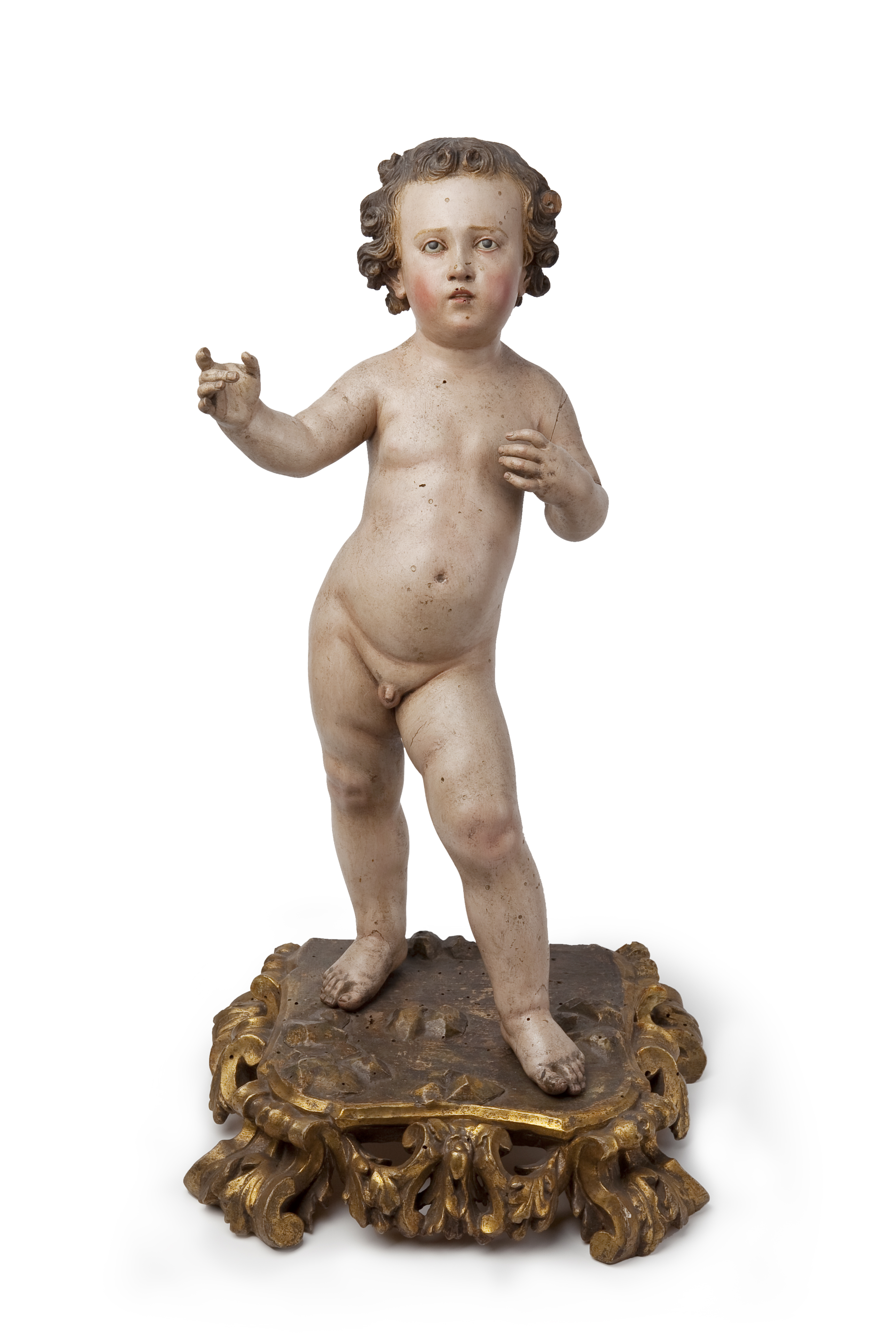
Nen Jesús, Musée Frederic-Marès, Barcelone.
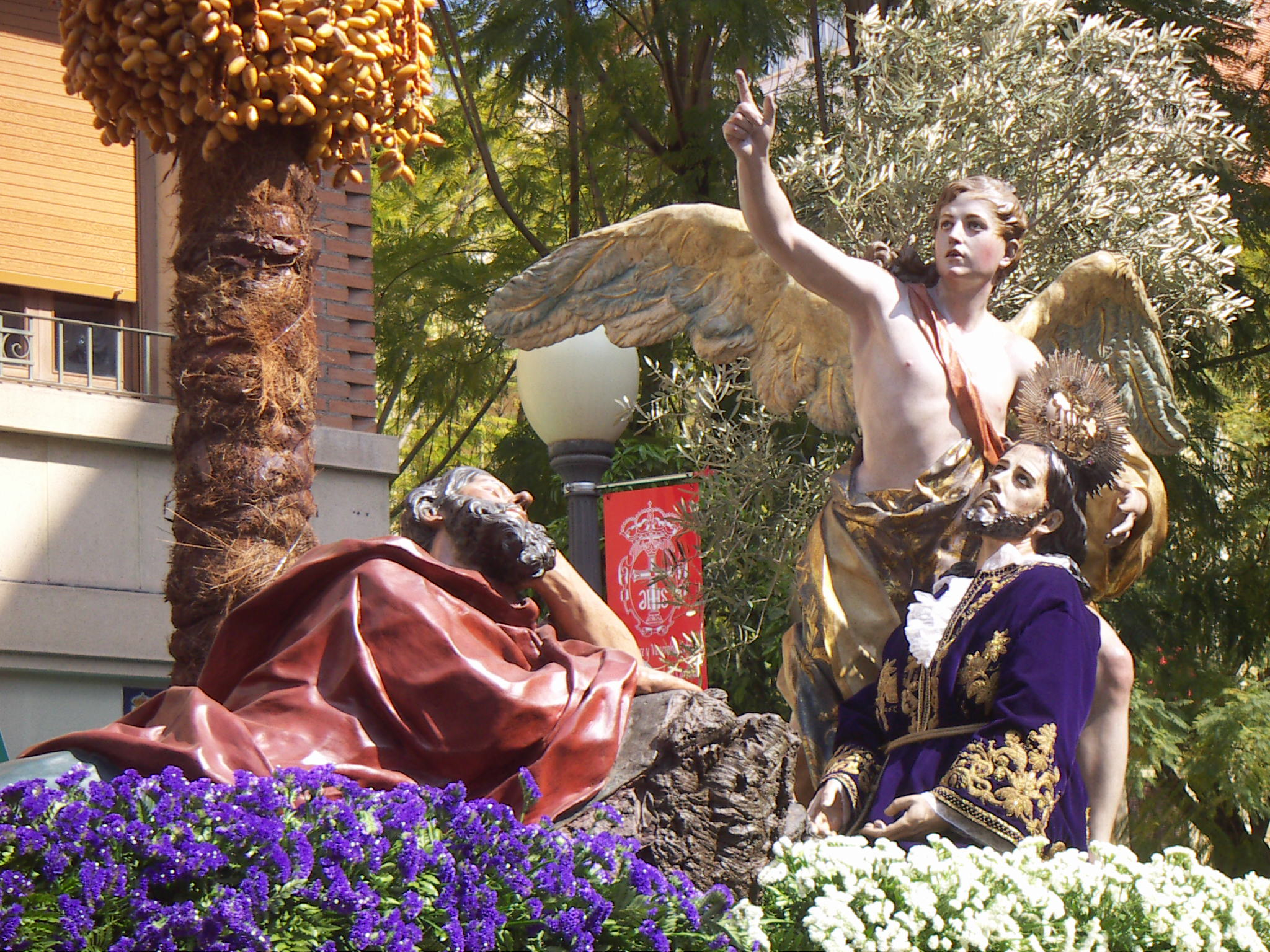
Le Christ au Jardin des Oliviers (La Oración del Huerto), Murcie, Musée Salzillo.
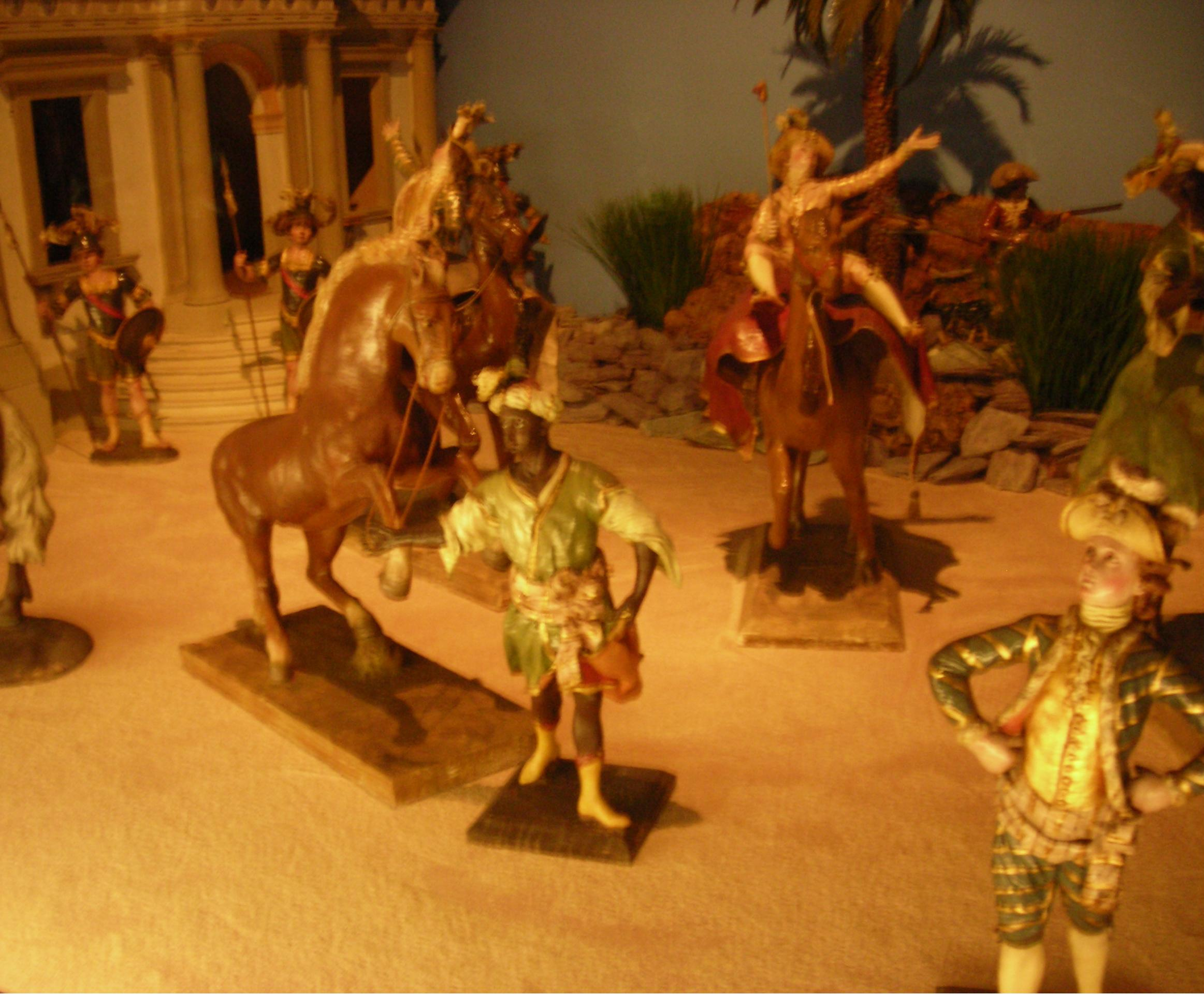
La Crèche, détail.